# Smeagol parvulus
Smeagol parvulus är en snäckart som beskrevs av Annie Tillier och Winston F. Ponder 1992. Smeagol parvulus ingår i släktet Smeagol och familjen Smeagolidae. Inga underarter finns listade i Catalogue of Life.